# Kiwi Linux
Kiwi Linux este o distribuție Linux, adaptată pentru utilizatorii din România.
E bazat pe Ubuntu, deci e gratuit, stabil, ușor de instalat și folosit, imun la viruși, spyware și malware și vine pe un singur CD, cu o ediție nouă la fiecare 6 luni sau chiar mai des. Kiwi Linux a fost inițiat de un membru al echipei Ubuntu, Jani Monoses.  Conține traduceri și corectoare ortografice pentru limbile română și maghiară, codecuri pentru muzică, filme și Flash, Java, suport pentru conectarea la internet prin ADSL. Poate citi și scrie pe partițiile create de Windows, și poate lucra cu documente deja existente create cu Microsoft Office.

Deoarece Kiwi folosește depozitele de pachete Ubuntu, actualizările de securitate și de corecturi sunt automat disponibile și în Kiwi atâta vreme cât sunt și pentru versiunea Ubuntu pe care este bazată, de obicei 18 luni.
Ultima versiune a Kiwi Linux, 12.08, a fost lansată în septembrie 2012. 

## Instalare
Pentru a-l încerca, porniți calculatorul de pe un CD pe care ați inscriptionat imaginea. Aveti nevoie de 512 Mb de RAM pentru a-l rula în condiții bune. Dacă vreți să-l instalați pe disc e nevoie de 4Gb spațiu liber - fie partiție separată, fie loc liber în partiția Windows, în cazul din urmă la instalare se va crea o partiție pentru Kiwi.

Dacă nu aveți posibilitatea de a descărca sau inscripționa imaginea, puteti lua un CD gratuit de la câteva magazine de calculatoare sau puteți comanda de la Linux Hangar în schimbul unor CD-uri goale.